# Lappanella
Lappanella Jordan, 1890 è un genere di pesci ossei marini appartenenti alla famiglia Labridae.

## Distribuzione e habitat
Le due specie sono endemiche delle aree tropicali e subtropicali dell'Oceano Atlantico orientale. Nel mar Mediterraneo vive la specie L. fasciata.

## Biologia
La biologia di questi pesci è poco nota. Sono tipici dei fondi duri del piano circalitorale. La specie mediterranea è presente nel coralligeno ed è carnivora.

## Tassonomia
- Lappanella fasciata
- Lappanella guineensis